# MÁV-Baureihe BCmot 03501
Der Dampftriebwagen der MÁV-Baureihe BCmot 03501 wurde 1904 bei der Maschinenfabrik Komarek hergestellt und war der einzige bekannte Dampftriebwagen der Bauart Komarek für die ungarische Staatseisenbahn MÁV. Der Triebwagen wurde ursprünglich mit einer Achsfolge A1' gebaut. Zu einem zeitlich nicht genannten Termin erhielt der Wagen eine vor der Treibachse 1.570 mm vorgelagerte Laufachse zur besseren Führung des Fahrzeuges in engen Gleisbögen.

## Geschichte

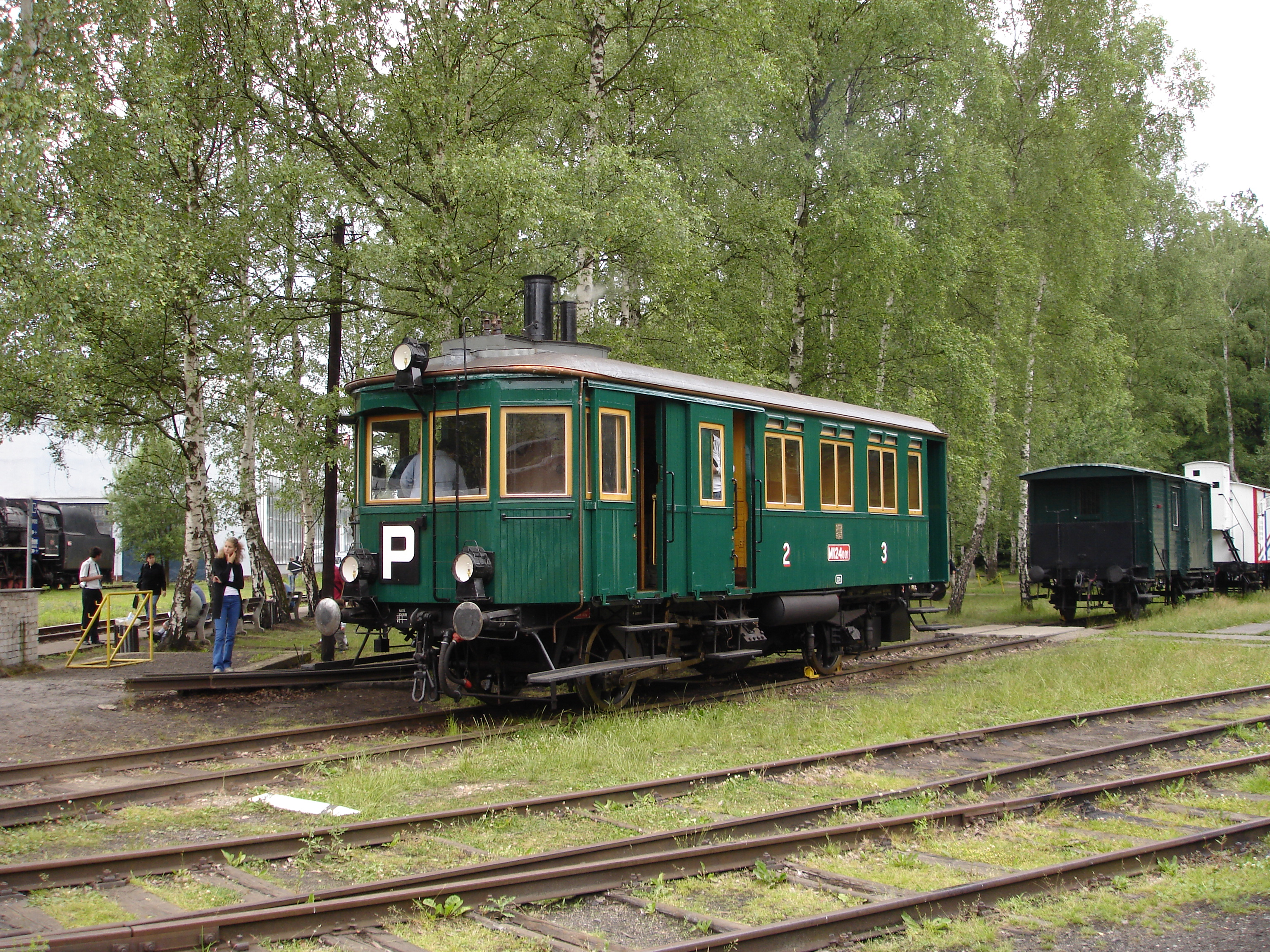
Foto des erhaltenen Komarek-Triebwagens im Eisenbahnmuseum Lužná u Rakovníka

Der einzige Komarek-Triebwagen in Ungarn besaß eine größere Leistung als ein ähnliches Fahrzeug in Tschechien. Die zum besseren Einlauf in Gleisbögen später eingebaute Laufachse vor der Treibachse erfolgte später bei einigen Fahrzeugen anderer Serien bereits ab Werk.
Über den Einsatz wird angegeben, dass er bei Testfahrten zwischen Aszód und Gödöllő auf einer langen Steigungsstrecke von 7 o/oo mit einer Anhängelast von 70 t eine Geschwindigkeit von 45 km/h erzielte. Als Einsatzort wird Hatvan genannt. Der Triebwagen führte die Planleistungen von Hatvan nach Budapest mit drei Beiwagen und einer Last von 43,7 t durch, auf der Rückfahrt waren zwei Anhänger und 31,6 t angegeben. Zu einem nicht bekanntem Zeitpunkt wurde der Triebwagen an die CFR abgegeben. Der weitere Werdegang des Fahrzeuges ist nicht bekannt.

## Technische Merkmale
Der Wagenkasten entsprach von der Ausführung her dem M 124.0. Die angegebenen technischen Daten sind ähnlich denen dieses Fahrzeuges.
Von der Dampfmaschine war er wesentlich stärker und kann als stärkster ungarischer Dampftriebwagen bezeichnet werden. Der Dampfdruck wird mit 25 bar angegeben. Dies bewirkte eine wesentlich größere Leistung bei ansonsten gleichen Abmessungen der Dampfmaschine gegenüber dem M 124.0.